# Monte Arcado
Monte Arcado é um lugar da freguesia de Covões, Município de Cantanhede. 
Foi antigamente vila e sede de concelho. Com as reformas subsequentes à implantação do liberalismo, o concelho foi extinto em 1835, e com a sua freguesia de Covões, foi incorporado no concelho (atual município) de Cantanhede.
O seu termo municipal compreendia os lugares de: Areia, Arieiro, Bairro das Patas, Barreira da Malhada, Brejeira, Cabecinho, Carmarneira, Cambões, Campanas, Carvalhas, Carvalheira, Cavadas, Espinheira, Fonte Errada, Labrengos, Malhada de Baixo e Malhada de Cima, Martinhos, Marvão, Monte Arcado, Montinho, Paul, Penedos, Picoto, Porto Covões, Quinta da Alegre, Quinta do Marco, Quinta dos Cecílios, Seadouro, Tomezes, Troviscais, Vala do Sardo e Vale do Junco. Hoje este lugares estão distribuídos entre as freguesias de Covões e Camarneira.
1. ↑  «O CONCELHO E VILA DE MONTE-ARCADO NO SÉCULO XVI». Freguesia de Covões. Consultado em 1 de dezembro de 2015. Cópia arquivada em 14 de agosto de 2015